# Konventionen om yrkesinspektion inom jordbruket
Konventionen om yrkesinspektion inom jordbruket (ILO:s konvention nr 129 angående yrkesinspektion inom jordbruket, Convention concerning Labour Inspection in Agriculture) är en konvention som antogs av Internationella arbetsorganisationen (ILO) den 25 juni 1969 i Genève. Konventionen påbjuder varje medlemsland att införa systematiska arbetsinspektioner inom jordbruket. Konventionen består av 35 artiklar.

## Ratificering
Konventionen har ratificerats av 53 länder.